# Mira Rai

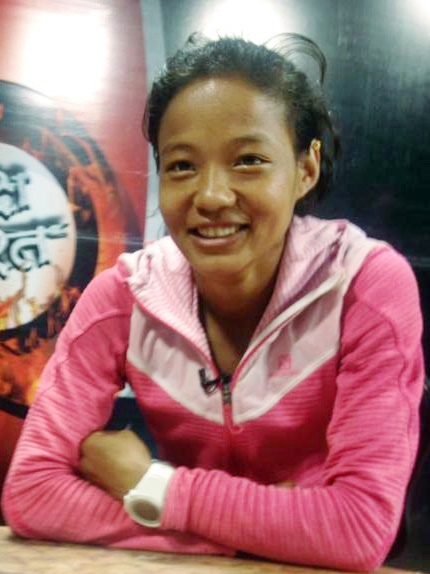
Mira Rai (2015)

Mira Rai (Nepali मीरा राई; * 31. Dezember 1988 im Distrikt Bhojpur) ist eine nepalesische Trailläuferin. Seit ihrem Karrierestart 2014 gewann sie einige der bedeutendsten Ultramarathons der Welt, darunter den zur Skyrunner World Series gehörenden Marathon du Mont Blanc. Die aus ärmlichen Verhältnissen stammende Rai genießt große Popularität in ihrem Heimatland und engagiert sich über den Sport für die Gleichberechtigung von Frauen und Mädchen.

## Biografie

### Kindheit und Jugend

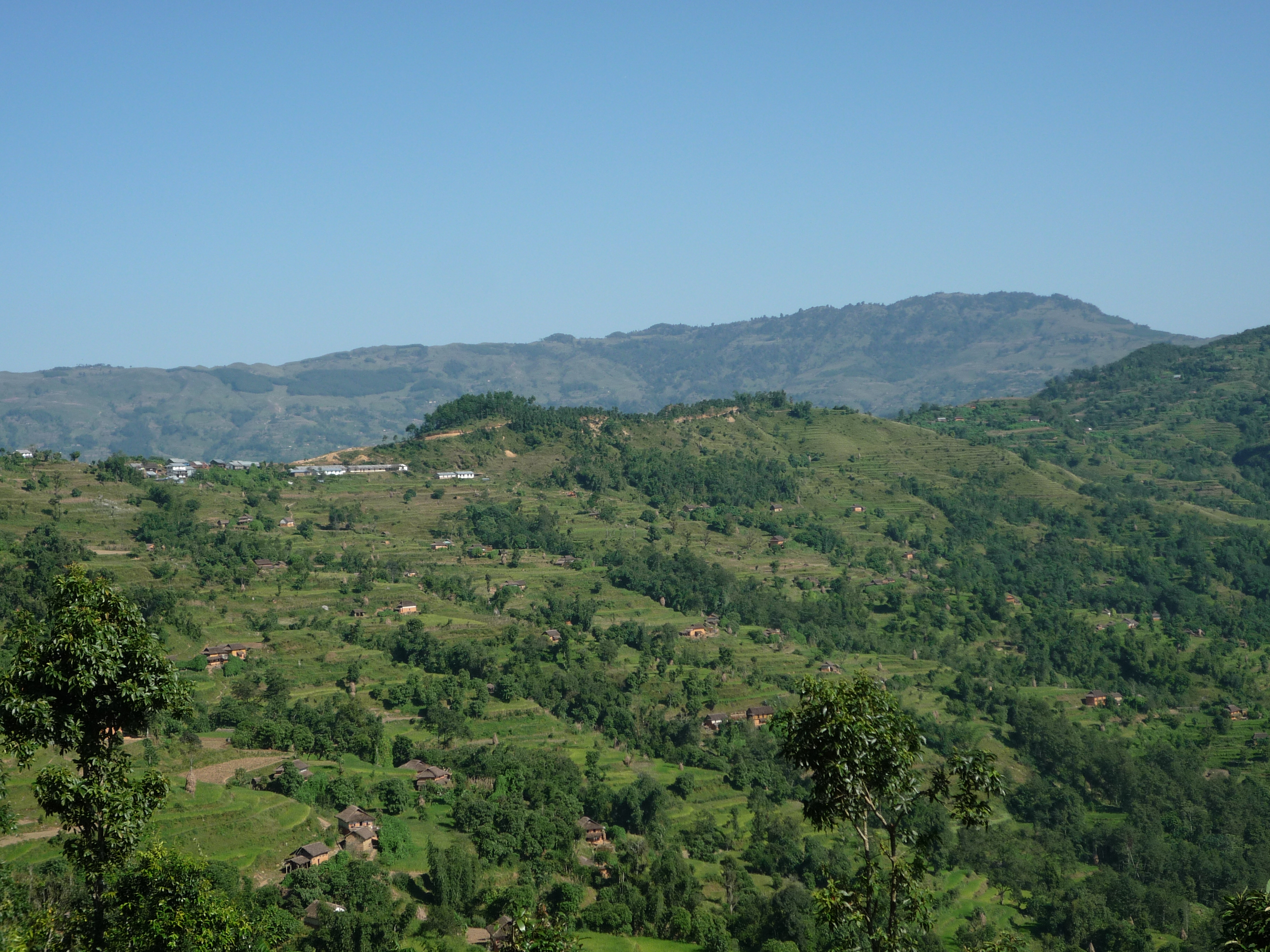
Landschaft in Bhojpur

Mira Rai wuchs als ältestes von fünf Kindern in einem kleinen Dorf im ländlichen Distrikt Bhojpur im Südosten des Landes auf. Ihre Familie, die der Ethnie der Rai angehört, lebte von Ackerbau und Viehzucht. Weil Mira lieber an der frischen Luft arbeitete als ihrer Mutter im Haushalt zu helfen, verbrachte sie ihre Kindheit mit Ziegenhüten, Grasschneiden und Feuerholzschlagen in den Vorbergen des Himalaya. Im Alter von zwölf Jahren ging sie von der Schule ab, um Vollzeit auf dem Markt Reis zu verkaufen. Mit bis zu 28 Kilogramm schweren Reissäcken verließ sie ihr Zuhause an manchen Tagen um vier Uhr morgens und kehrte erst um sieben Uhr abends zurück. Rückblickend bezeichnet sie die intensive körperliche Arbeit als „gutes Training“ für ihre Lauferfolge.
Für zwei Tagesmahlzeiten und um einer möglichen Zwangsheirat zu entgehen, schloss sich Mira Rai im Alter von 14 Jahren dem kommunistisch-maoistischen Widerstand an. Zwei Jahre lebte sie mit einer Guerillatruppe in den Wäldern und unterstützte ihre Familie von dort aus finanziell, in Kampfhandlungen war sie nicht verwickelt. Während dieser Zeit begann sie, täglich zwei Stunden zu laufen und übte sich außerdem im Karate. Da sie immer noch minderjährig war, wurde sie nach Ende des Bürgerkrieges aus dem Militärdienst entlassen.

### Sportliche Laufbahn
Mira Rai zog nach Kathmandu, wo sie weiterhin lief und Karate praktizierte. Weil sie nicht die erhoffte Zukunftsperspektive fand, besorgte sie sich ein Visum für Malaysia, um dort in einer Textilfabrik zu arbeiten. Wenige Wochen vor der Abreise traf sie beim Laufen im Shivapuri-Nagarjun-Nationalpark eine Gruppe von Soldaten, die sie zu einer Laufveranstaltung im März 2014 einluden. Ohne jemals von Trailrunning gehört zu haben, nahm sie so am Himalayan Outdoor Festival, einem Ultramarathon über 50 Kilometer nahe der nepalesischen Hauptstadt, teil. Als einzige weibliche Teilnehmerin beendete sie das Rennen bei widrigen Wetterbedingungen trotz minderwertiger Ausrüstung und ohne Erfahrung auf derart langen Strecken. Der Organisator des Rennens, Richard Bull von Trail Running Nepal, wurde auf Mira aufmerksam und zu ihrem sportlichen Betreuer.
Von da an widmete sich Mira Rai professionell dem Traillauf, trainierte morgens und abends zweimal täglich und besuchte über mittags Englischkurse. Nur einen Monat nach ihrem ersten Wettkampf gewann sie das achttägige Mustang Trail Race, im September 2014 entschied sie die Sellaronda und den 78 Kilometer langen Trail degli Eroi am Monte Grappa für sich. Die Leistungen der 25-Jährigen erregten die Aufmerksamkeit des Sportartikelherstellers Salomon, der sie seither ausstattet. Nach mehreren Rennen in Nepal und Hongkong, bei denen sie nie schlechter als auf Platz zwei klassiert war, feierte sie im Juni 2015 einen ihrer größten Karriereerfolge: In neuer Rekordzeit gewann sie den Marathon du Mont Blanc im Rahmen der Skyrunner World Series. Nach weiteren Erfolgen erlitt Rai 2016 einen Riss des vorderen Kreuzbandes, den sie in Italien operieren ließ. 2017 gewann sie mit dem Ben Nevis Ultra über 118 Kilometer ein zweites Rennen der Skyrunner World Series.

### Weitere Aktivitäten
2017 gründete Mira Rai eine nach ihr benannte Organisation, die den Traillauf in Nepal populär machen und junge Athleten, vor allem Mädchen, dazu ermutigen soll, sich dieser Sportart zu widmen. Im Rahmen der Mira Rai Initiative trainiert sie Nachwuchsläuferinnen und bringt ihnen Englisch bei. 2019 brachte sie eine Gruppe zum von ihr mitorganisierten Annapurna 100 Trail Race am Fuß des Berges Machapucharé, das sie zwei Jahre zuvor selbst gewonnen hatte. In Zusammenarbeit mit Hong Kong Trail Running Women betreibt sie ein „Exchange- and Empower“-Programm, das jungen Athletinnen Trainingsmöglichkeiten und Zugang zu Bildung verschaffen soll. Das Projekt bietet Stipendien, Englischkurse und alpines Training.
Mira Rai lebt in Kathmandu und reist regelmäßig in ihren Heimatdistrikt, wo sie jährlich das Bhojpur Trail Race veranstaltet.

## Rezeption
Ihr ungewöhnlicher Werdegang vom „Bauernmädchen zum Trailrunning-Star“ bzw. vom „Teenage-Guerilla zur Topathletin“ machte Mira Rai international bekannt. Unter anderem griffen BBC, National Geographic und Red Bull Media House die Geschichte auf. In ihrem Heimatland erlangte die Trailläuferin vor allem nach dem Ultramarathon in den französischen Alpen 2015, der nur zwei Monate nach der Erdbebenkatastrophe in Nepal stattfand, große Popularität. Das Siegerfoto, welches die 1,59 Meter große Athletin in die nepalesische Flagge gehüllt zeigt, schaffte es auf das Titelblatt des Gorkhapatra, einer der wichtigsten Tageszeitungen des Landes. Der frühere Premierminister Baburam Bhattarai gratulierte ihr via Twitter zum Sieg und sie erhielt Einladungen in Fernsehsendungen. Durch ihre Leistungen gewann der Frauensport in Nepal an Bedeutung. Mit ihrer Organisation unterstützt sie, geprägt von ihrer Zeit im Widerstand, das Ausbrechen aus den traditionellen Geschlechterrollen sowie die sozioökonomische Unabhängigkeit von Frauen. 2017 feierte der biografische Film Mira von Lloyd Belcher, in dem unter anderem die britische Ultraläuferin Lizzy Hawker zu Wort kommt, Premiere auf dem Trento Film Festival.
Matt Maynard beschrieb Mira Rais Laufstil für Red Bull wie folgt:

“Her running style is almost as special as her story. Bent forward from the hips, her upper body rolls and flows with the relentless churning of her legs. She has the looseness of a yogi and the focus of a fighter pilot. Later in races when she is tired, Mira’s head nods gently back and forth, perhaps the only outward expression of the determination within.”

„Ihr Laufstil ist fast so besonders wie ihre Geschichte. Von der Hüfte vorgebeugt, rollt und fließt ihr Oberkörper mit dem unerbittlichen Zucken ihrer Beine. Sie hat die Lockerheit eines Yogi und den Fokus eines Kampfpiloten. Später in Rennen, wenn sie müde ist, nickt Miras Kopf sanft vor und zurück, wahrscheinlich der einzige äußerliche Ausdruck der inneren Entschlossenheit.“

## Erfolge
2019
- 3. Platz Oman by UTMB (52,7 km/2330 Hm)[9]

2018
- 3. Platz Trofeo Kima, Val Masino (47,3 km/3600 Hm)

2017
- 1. Platz Annapurna 100 (50,5 km/3900 Hm)
- 1. Platz Ben Nevis Ultra (118 km/4000 Hm)

2016
- 1. Platz The North Face Kathmandu Ultra (25 km/1950 Hm)
- 2. Platz 3 Peaks Race, Yorkshire (37,4 km/1600 Hm)
- 8. Platz Transvulcania, La Palma (73,5 km/4280 Hm)

2015
- 1. Platz Barro Sky Night, Galbiate (18 km)
- 1. Platz Original Everest Marathon (42,2 km)
- 1. Platz MSIG HK Sai Kung – Asia Skyrunning Championships (51,6 km/2860 Hm)
- 1. Platz King of the Hills, Hongkong
- 1. Platz Marathon du Mont Blanc (81,9 km/6080 Hm)
- 1. Platz The North Face Kathmandu Ultra (50,8 km/3050 Hm)
- 1. Platz Tromsø Skyrace (44,4 km/4400 Hm)
- 2. Platz Ultra Pirineu, Bagà (109,3 km/6400 Hm)
- 3. Platz Buffalo Stampede Skyrunning, Bright (42 km/2900 Hm)
- 4. Platz Santa Caterina Vertical Kilometer

2014
- 1. Platz Himalayan Outdoor Festival, Kathmandu (50 km)
- 1. Platz HK MSIG Vertical Kilometer
- 1. Platz MSIG HK (50 km/2730 Hm)
- 1. Platz Manaslu Trail Race
- 1. Platz Mustang Trail Race
- 1. Platz Sellaronda Trail Race (60,6 km/3440 Hm)
- 1. Platz Trail degli Eroi, Monte Grappa (77,9 km/3840 Hm)
- 2. Platz KOTH, Hongkong
- 2. Platz MSIG Lantau HK (50 km/3200 Hm)[5]

## Auszeichnungen
- 2016 und 2017: National Geographic Adventurer of the Year
- 2018: Asia Game Changer Award